# Cylloceria arizonica
Cylloceria arizonica är en stekelart som beskrevs av Dasch 1992. Cylloceria arizonica ingår i släktet Cylloceria och familjen brokparasitsteklar. Inga underarter finns listade i Catalogue of Life.